# Schwedter Straße
De Schwedter Straße (vroeger Verlorener Weg) is een straat in Berlijn. De straat is genoemd naar de stad Schwedt/Oder in Uckermark.
De  Schwedter Straße vormt de grens tussen de Berlijnse districten Pankow (stadsdeel Prenzlauer Berg) en Mitte (stadsdeel Mitte en Gesundbrunnen).  
De straat begint in het noorden als Schwedter Steg aan de Behmstraße. Zij loopt naar het zuiden en vormt de grens tussen  het Brunnenviertel (stadsdeel Gesundbrunnen) en het Gleimviertel (stadsdeel Prenzlauer Berg). 
Hier loopt de straat door het Mauerpark en kan alleen door fietsers gebruikt worden. In de buurt liggen de naar de bokser Max Schmeling vernoemde Max-Schmeling-Halle en het sportplein "Friedrich-Ludwig-Jahn". Zij kruist de  "Eberswalder Straße"  en de Oderberger Straße en loopt dan door Rosenthaler Vorstadt en vormt de grens tussen de stadsdelen Mitte en Prenzlauer Berg. Het deel tot aan de Kastanienallee is eerder rustig. Vlakbij ligt ook de Arkonaplatz. Nadat ze de Kastanienallee heeft gekruist, loopt de straat naar de Senefelderplatz, waar ze verder doorloopt in de  Metzer Straße .

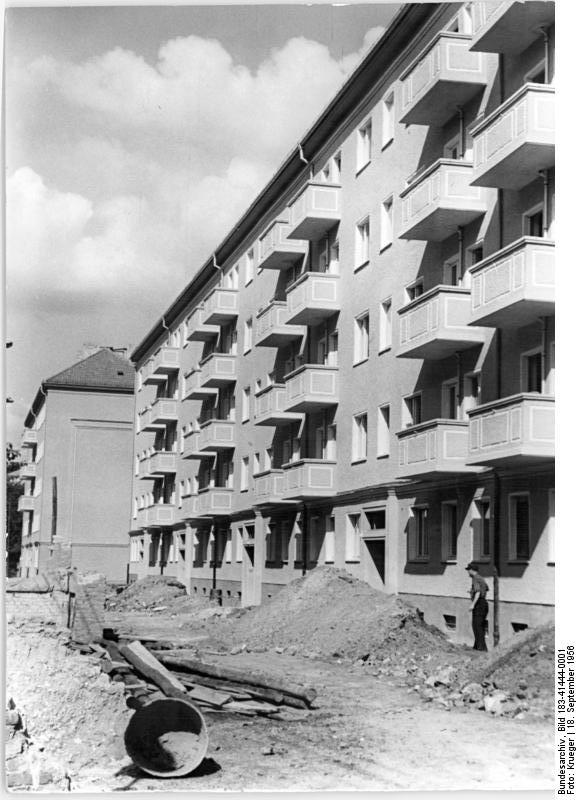
Nieuwbouw 1956
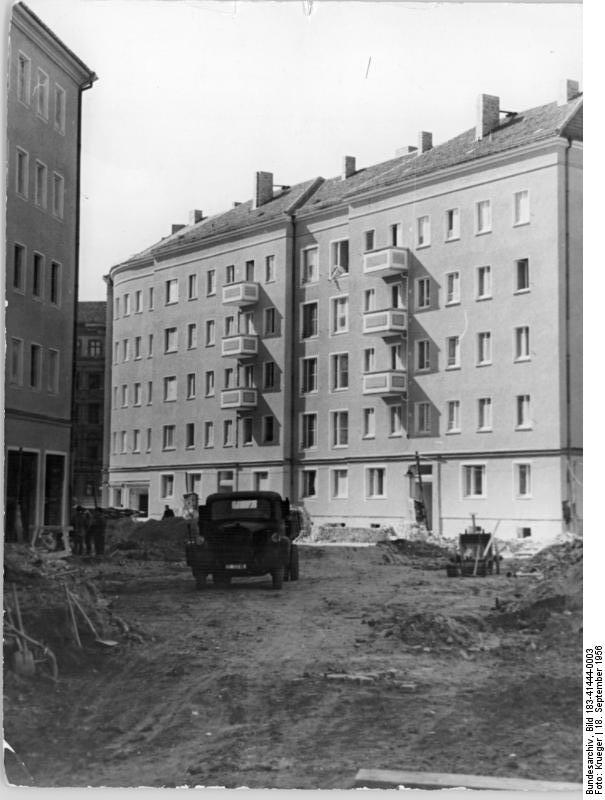
In 1956 voltooide bouwproject in de Schwedter Straße
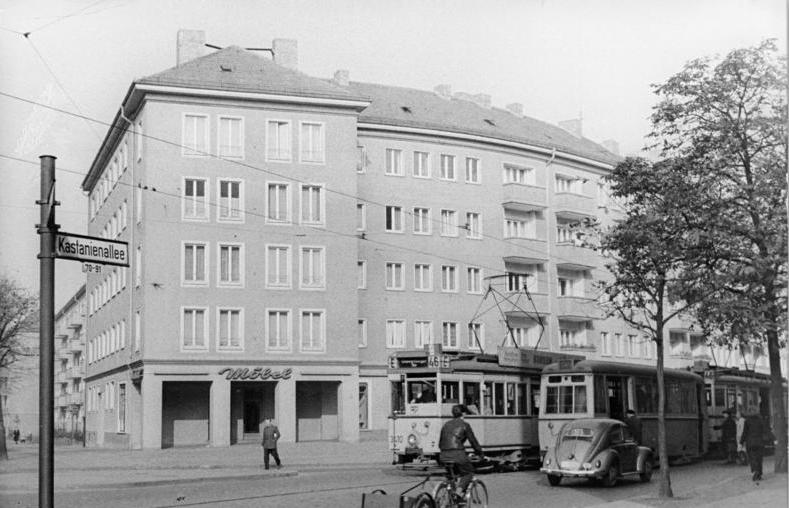
Schwedter Straße - hoek Kastanienallee, 1958